# فيكارولو
فيكارولو (بالإيطالية: Ficarolo)‏ هي بلدية في مقاطعة رفيغة في منطقة فنيتة الإيطالية، وتقع على بعد 90 كيلومترًا (56 ميلًا) جنوب غرب مدينة البندقية و30 كيلومترًا (19 ميلًا) جنوب غرب رفيغة.